# فیلیپ آلن شارپ
فیلیپ آلن شارپ (انگلیسی: Phillip Allen Sharp؛ زاده ۶ ژوئن ۱۹۴۴) یک متخصص ژنتیک و زیست شناس مولکولی آمریکایی است که پیرایش RNA را کشف کرد. وی در سال 1993 همراه با ریچارد جی رابرتز موفق به دریافت جایزه نوبل فیزیولوژی و پزشکی شدند. شارپ متوجه شد که " ژن ها در یوکاریوت ها به صورت پیوسته نبوده و حاوی قطعاتی به نام اینترون هستند. اینترون ها در مرحله پیرایش RNA از طریق روش های مختلف حذف شده و این امکان را فراهم می سازند که پروتئین های مختلفی از یک توالی DNA تولید شود". 

## تحقیقات
تحقیقات فعلی شارپ بر روی RNA های کوچک و انواع دیگر RNA های غیر کد کننده است. آزمایشگاه وی بر روی شناسایی mRNA های هدف برای میکرو RNA ها (miRNA ها) کار می کند، و یک کلاس از miRNA ها را کشف کرده است که از توالی های مجاور بخش شروع رونویسی تولید می شوند. آزمایشگاه وی همچنین نحوه تنظیم ژن miRNA را در رگ زایی و استرس سلولی بررسی می کند. 